# Карачуни
Карачуни́ — житловий масив на південний захід від історичного центру Кривого Рогу у Центрально-Міському районі міста.

## Загальні відомості
Виник у 2-й половині XIX ст. як село на лівому березі р. Інгулець. У 1884 р. нараховувалось до 15 дворів, мешкало до 120 осіб. Розвиток почався з 30-х рр. ХХ ст.
Закладено парк імені Павлова (Карачунівський), формувалися вулиці. Масова забудова почалася з 1950-х. Розташовані заводи судоремонтний, бурових верстатів, стадіон. Поштовх до розвитку надав завод «Восход» (Турбінний завод «Констар»).
У 1970—1980-х рр. виникло 2 сучасних житломасиви. Діють дві школи, Палац культури, мережа торгівлі. Площа 10 тисяч га. Має 48 вулиць, де мешкає 4489 осіб. Назва походить від однойменного водоймища Карачунівського водосховища.

## Походження назви
За однією з легенд назву “Карачуни”, а точніше “Карачун” дали одному з районів Кривого Рогу татари. У перекладі з татарської “карачун” означає “чорна смерть”. Татари дали таку назву місцевості не просто так. Легенда про Карачуни свідчить: раніше через Карачунівську місцевість проходив чумацький шлях. Возили цією дорогою продукти. У давнину дуже часто траплялися набіги татар із Криму і, якось вони дізналися про цей шлях. Почали засідати в лісі грабувати чумаків, старих та немічних убивали, а молодих та здорових забирали в полон. Також татари забирали все, що везли чумаки. Такі набіги та засідки татар у лісі траплялися неодноразово, тому чумаки змінили свій шлях і почали обходити ліс стороною.
Але так не могло продовжуватись вічно, тож чумаки вирішили попросити допомоги розбити татарву у запорозьких козаків. І козаки допомогли. Вкотре татари здійснили набіг на чумаків, але через ліс уже мало хто ходив, здобич у них була маленька. Вони залишилися практично ні з чим, злі та втомлені. Повертаючись назад, татари вирішили зупинитися у лісі на ночівлю. Цієї ночі козаки з чумаками увірвалися до лісу та розбудили татар для бою. Після бою жоден татарин не вцілів, а їхні нащадки назвали це місце “карачун”, що їхньою мовою означає “чорна смерть”. Все тому, що смерть за їхніми предками прийшла страшною темною ніччю.
Незабаром чумацький шлях став знову безпечним. Ним продовжили возити продукти. Але згодом цей шлях заріс і перетворився на густий ліс. А місцевість так і продовжили називати “карачун”, яка пізніше перетворилася на “Карачуни”.
В історичній групі “Криворізька старовина” Петро Подруль розповідав ще одну легенду про походження назви “Карачуни”. Цю легенду Петру Подрулю розповідав його дід, який був корінним мешканцем Кривого Рогу та працював грабарем у пана Шимановського. Також цю версію походження “Карачунів” практично підтвердили відомі геологи Кривого Рогу 19-20 століття.
Згідно з легендою, на території Карачунів текла річка Інгулець. Був там перекат з бродом, де були чорні скелі, які омивала крижана вода. Часто люди переходили річку цими скелями, а також набирали собі чисту воду. Але згодом люди, зокрема кочові татари, помітили, що люди та тварини, які пили воду з річки хворіли та швидко вмирали. Звідси й походить татарська назва “карачун” – “чорна смерть”.
Але було цьому явищу пояснення. Неподалік від насосної станції Карачунівського водозабору колись розміщувалася маленька шахта. У цій невеликій шахті видобували чорну, як смола руду. Цей мінерал геологи називали уранітом. У ті часи з цієї речовини шляхом помелу, додавання олій та пластифікаторів робили чорну художню олійну фарбу. Називалася вона уранітова-чорна.
Після революційних подій шахта була закинута. Згодом було збудовано дамбу та водосховище. Тому стара шахта назавжди поринула у води Карачунівського водосховища. Збереглася лише назва “Карачуни” та позначення цієї місцевості на старих картах.
Ще одна версія походження “Карачунів”
Назва сучасного району Карачуни у Кривому Розі походить від старого селища Карачунівка, яке у 21 столітті знаходиться глибоко під водою водосховища. Як і багато інших назв селищ, назва Каручунівки походить від прізвища її творця – офіцера Карачуна. У 19 столітті він отримав у цій місцевості земельну ділянку на якій згодом і заснував селище.